# 井上まなぶ
井上 まなぶ（いのうえ まなぶ、1969年6月8日 - 2022年6月29日）は、元IBC岩手放送のアナウンサー。本名は井上 学（読みは同じ）。

## 来歴
1969年6月8日、山形県酒田市に生まれる。同志社大学卒業後、1992年にIBC入社（同期に高橋興子）。元々はアナウンサーであり、ニュース、音楽番組（『GO ROCK NIGHT』他）、競馬中継などを担当した。
1997年以降は同局の内勤を経てラジオセンター所属のディレクター兼ラジオパーソナリティとなり、『洋楽黄金時代〜オヤジの洋楽』や『時計仕掛けの音楽堂』他を担当。その後、テレビ編成局制作部のディレクターとして、『じゃじゃじゃTV』の制作などに関わり、2012年1月に報道部記者、2016年4月からは東京支社で営業部副部長として活動していた。
学生時代からロックバンド活動に熱中し、ボーカルやギターを担当。DEEP PURPLE& RAINBOWの完全コピーバンド『にじむらさき』のボーカルとして、番組PRと趣味を兼ねて活動。
大学時代に結成したバンド、「jealousy」（ジェラシー）でボーカル.ギターを担当している。
洋楽・邦楽問わず、ロックに限らず、ポピュラー音楽に造詣が深い。
息子に井上鼓動（びいと）を持つ。父親(井上まなぶ）の影響もあり、音楽に深い興味関心がある。現在はドラマーとして出身地である岩手県で不定期にイベント活動に出演している。（2023年4月現在は高校1年生。）
2022年7月3日に放送された『IBCラジオ実況中継　岩手競馬クロス』内でアナウンサー時代の先輩である加藤久智から、6月29日に東京都内の病院で逝去した事が報告された。

## 主な実況歴
- マイルチャンピオンシップ南部杯（ 1996年）